# Габриелян, Олег Аршавирович
Олег Аршавирович Габриелян  (род. 27 декабря 1956, Баку) — украинский и российский политолог,философ, культуролог. Декан философского факультета Крымского федерального университета им. В. И. Вернадского. Доктор философских наук, профессор. Заслуженный работник культуры Украины (2009). Заслуженный работник культуры Крыма. 

## Биография
1974—1978 — специальность «Математика», Педагогический институт, факультет математики (г. Баку, Азербайджан).
1978—1980 — Центр программирования Азербайджанского государственного политехнического института, Азербайджан. Инженер-программист. 

1995—1997 — специальность «Финансы и кредит», Институт Экономики и Государственного права (г. Симферополь, Украина).
1982—1993 — Институт Философии и права Национальной Академии Наук, Ереван, Армения, лаборант-соискатель (1982—1984), старший научный сотрудник (1985—1992), ведущий сотрудник (1993).
1985—1993 — старший научный сотрудник. Группа международного стратегического планирования Международного фонда «Возрождение» Джорджа Сороса.
1992 — доктор философских наук, Ереванский государственный университет.
1994—1998 — первый заместитель председателя Государственного Комитета по делам Национальностей и депортированных граждан Автономной Республики Крым (г. Симферополь).
1997—1998 — член координационного совета Фонда Сороса, Симферополь.
1998 — консультант. Группа международного стратегического планирования, Фонд Сороса.
1999—2010 — заведующий кафедрой политических наук Таврического национального университета им. В. И. Вернадского.
2001 — профессор программы Фулбрайта. Университет Джорджа Мейсона. Институт анализа и разрешения конфликтов.
2008—2009 — ведущий сотрудник Крымского филиала Института стратегических исследований.
2010—2014 — ректор Крымского университета культуры, искусств и туризма. В 2013 соорганизатор и участник Боспорского форума современной культуры, проходившего в Симферополе и Керчи.
С 2010 года — депутат симферопольского городского совета от Партии регионов. Руководитель фонда «Луйс».
2014 — 2023— Декан философского факультета Таврической академии Крымского федерального университета им. В. И. Вернадского.
2022- по настоящее время - заведующий кафедрой философии Таврической академии Крымского федерального университета им. В.И. Вернадского.

## Общественная позиция
Выступал за признание Украиной геноцида армян Османской империи в 1915 году.

## Другая научная, образовательная и общественная деятельность
- Член редколлегии «Историческое наследие Крыма» (2016 — по настоящее время)
- Сопредседатель Ассоциации политологов Крыма (2008—2014)
- Член экспертного совета по гуманитарным и социальным наукам при Государственной комиссии по лицензированию и аккредитации высших учебных заведений I—IV уровня подготовки специалистов (Украина, 2008—2014)
- Председатель комиссии по культуре городского совета г. Симферополь (2010—2014)
- Член экспертного Совета при СМ АРК (2010—2014)
- Президент Международного межакадемического союза (2011—2014)
- Редактор журнала «Таврические студии» (2011—2014)
- Президент Центра Этносоциальных исследований (1995—2013)
- Руководитель и организатор ежегодной конференции «Армяне Украины: вчера, сегодня, завтра». Конференция проводится с 2008 г. по настоящее время. Материалы конференции печатаются в ежегоднике «Армянские студии в Украине» (2008—2013)
- Член комиссии по наградам при ВР АРК (2011—2013)
- Член экспертного совета ВАК Украины (2008—2010)
- Член научно-методического совета по политической науке при Министерстве образования и науки Украины (2008—2010)
- Член Общественной коллегии при Совете Министров Автономной Республики Крым (2010 г.)
- Редактор журнала «Ученые записки Таврического национального университета Серия — Политология». (2001−2010)
- Шеф-редактор журнала «Голубь Масиса» (2000—2008)
- Редактор журнала «Сурб Хач» (1996—1998)

## Награды и звания
- Медаль Республики Крым «За доблестный труд» (2020)[4]
- Отличительный знак Главы Республики Крым «Часы от Главы Республики Крым» (2016)
- Заслуженный профессор Таврического университета (2016)
- Золотой знак министерства диаспоры (2016)
- Заслуженный работник культуры Украины (12 января 2009) — «за значительный вклад в социально-экономическое, культурное развитие Автономной Республики Крым, весомые трудовые достижения и по случаю Дня Автономной Республики Крым»[5]
- Заслуженный деятель культуры Крыма (2006)
- Орден Нерсеса Шнорали Армянской Апостольской церкви (2008)
- Орден Св. Георгия Европейской Академии Естественных Наук (2008)
- Знак Государственного Комитета по делам национальностей и миграции Украины
- Золотой знак Крымского армянского общества (2008)
- Медаль 650-летия монастыря Сурб Хач (2008)
- Лауреат премии Совета Министров Крыма (2000)
- Лауреат премии Верховной Рады Крыма (2009)
- Лауреат премии им. В. И. Вернадского Таврического национального университета им. В. И. Вернадского (2006)

## Основные труды

### Монографии и сборники
- Нанотехнология. Экономика. Геополитика. О. А. Габриелян, Е. Е. Ергожин, Е. М. Арын, И. Э. Сулейманов, Н. М. Беленко, К. И. Сулейманова, Г. А. Мун. /Алматы: Изд-во «Print-S»,2010 г., 227 стр.
- Nanotecnology versus the global crisis. O.A. Gabrielyan, Ye. Ye. Yergozhin, Ye. M. Aryn, I.E. Suleimenov, G.A. Mun, N.M. Belenko, I.T. Park, Saber E. Mansour, El-Sayed M. El-Ash. Negim and K.I.Suleymenova.- Seoul: Hollym Corporation Publishers, 2010. — 300 р.
- Ноосферология: наука, образование, практика/ под общей редакцией д.ф.н. О. А. Габриеляна. — Симферополь: Издательство «Предприятие „Феникс“, 2008.- 464 с.
- Русский мир: культурное пространство Крыма. — Симферополь: ИП Бровко А. А., 2016. — 128 с.
- Энциклопедия народов Крыма. — Симферополь: Издательство ООО „Издательство“ Доля»", 2016. — 25-40 с.
- Политическая наука в Украине: становление и перспективы/ Под ред. д.ф.н. О. А. Габриеляна, д.ф.н. А. Д. Щоркина. — Симферополь, 2002.- 344 с.
- Государственное управление: США и Украина. / Под ред. проф. О. А. Габриеляна, проф. К. Вудварта. — Симферополь: «Таврия», 2003. — 300с.
- Диалог культур: проблемы интеграции в крымском обществе/ Под ред. О. А. Габриеляна. — Симферополь: изд-во «Таврия», 2002. — 190 с.
- Гражданское общество и религия / Под ред. д.ф.н., проф. О. А. Габриеляна. — Симферополь: Энергия Дельта, 2005. — 252 с.
- Идеология: pro et contra. Монография. В соавторстве. — Симферополь: «АРИАЛ», 2015. — 564 с.
- Математика как феномен культуры; Ереван, Изд-во АН АрмССР, 1990.-176 с.
- Public Administration in Democracy an American Ukrainian Dialogue/edited by Calvin A. Woodward, Oleg A. Gabriyelyan. — Simferopol, «Tavria», 2003. — 254 р.
- Межэтническое согласие в Крыму. — Симферополь: Издательство «Доля», 2002 г. — 300 с . (в соавторстве)
- Диалектика объективного и субъективного в математическом познании. — Ереван: Издательство Академии наук Армении, 1985 г. — 141 с.
- Инновационные сценарии в постиндустриальном обществе. — Алматы-Симферополь, 2016 г.- 218 с. (в соавторстве)
- Культурные ландшафты Крыма, Симферополь: ИТ «АРИАЛ», с. 380, (в соавторстве)
- Современные музеи: практический потенциал новой парадигмы. Музеи XXI века, Сборник материалов конференции. — Симферополь: Бизнес-Информ, 2015, с. 14-25.
- Габриелян О.А., Сулейменов И. Э. Теория сложных систем: ноосферный контекст. – Симферополь: КФУ им. В.И. Вернадского, 2023. – 168 с.
- Практическая философия: состояние и перспективы. Сборник материалов научной конференции. – Симферополь: АРИАЛ, 2018-2023 гг.
- Философская мысль в Крыму: страницы истории. К 100-летию Таврического университета. – Симферополь: ООО «Антиква», 2018. – 308 с.
- Ноосферология: наука, образование, практика/ под общей редакцией д.ф.н. О. А. Габриеляна. — Симферополь: Издательство «Предприятие „Феникс“, 2008.- 464 с.
- Национальные интересы Украины. – Симферополь: ООО “Энергия Дельта”, 2007. – 233 с.
- Гражданское общество. Истоки и современность. – СПб.: “Юридический центр Пресс”, 2006 (в соавторстве).
- Политические процессы в Крыму: последнее десятилетие XX века. – Симферополь: Издательский дом «Амена», 2000 г. – 160 с.
- Крымские репатрианты: депортация, возвращение и обустройство и адаптация. – Симферополь: Издательский дом «Амена», 1998 г. – 340 с. (в соавторстве).
- Крым. Депортированные граждане: возвращение, обустройство, социальная адаптация.  – Симферополь: Издательский дом «Амена», 1997 г. – 108 с. (в соавторстве).

### Учебники и учебные пособия
- ВВЕДЕНИЕ В КУЛЬТУРНУЮ АНТРОПОЛОГИЮ. УЧЕБНИК ДЛЯ ВУЗОВ. О. А. Габриелян, А. В. Швецова, Е. В. Донская, Е. Б. Ильянович, А. А. Коноплева, Н. Н. Кузьмин, А. Ю. Микитинец, О. И. Микитинец, М. В. Сомов. СИМФЕРОПОЛЬ: ИЗД-ВО «ЧП ПРЕДПРИЯТИЕ ФЕНИКС», 2014. — 298 с.
- Некоторые вопросы современной теории инноваций (учебное пособие). О. А. Габриелян, И. Э. Сулейманов, Г. А. Мун. — Алматы — Симферополь, 2016. — 197 с.
- Политическая наука: Методы исследований: учебник / (О. А. Габриелян и др); под ред. О. А. Габриеляна. — К.: ИЦ «Академия», 2012. — 344 с. — (Серия «Альма-мастер»).
- Искусство разрешения конфликтов. — Симферополь: Издательский дом «Амена», 1995 г.
- Конфликт: анализ, управление и разрешение. — Симферополь, 2002. — 43 с.
- Кросс-культурная адаптация. — Симферополь, 2001. — 71 с. (в соавторстве)
- Политическая наука. Введение в специальность. — Симферополь: Издательство «ЧП Предприятие Феникс», 2010. — 150 с.
- Габриелян О.А., Лазарев Ф.В., Карабыков А.В., Сафонова Н.В. История и философия науки. – Симферополь, 2020 (второе издание 2021 г.).
- Габриелян О.А, Кальной И.И. Философия истории – М., 2020.
- История и философия науки. Учебник (Интерактивный учебник.  Издание со встроенной функцией искусственного интеллекта). – Алама-ата, 2020 https://book.qsb678.kz/index.php.
- Сулейменов И.Э., Габриелян О.А., Буряк В.В. и др.  Организация и планирование научных исследований. Учебник для обучающихся в магистратуре. – Аламаты: Казах университеті, 2018. – 336 с.
- История и философия науки: учебник для всех специальностей магистратуры / И.Э. Сулейменов, О.А. Габриелян, З. Седлакова, Г.А. Мун. – Алматы: Казак университетi, 2018. – 336 с.
- Політична наука. Методи досліджень. Підручник. / (О.А. Габрієлян та ін.); за ред. О.А. Габрієляна. – К.: ВЦ “Академія”, 2012. – 320 с. – (Серія “Альма-матер”).
- Политическая наука. Введение в специальность. Учебное пособие для студентов специальности “Политология”. – Симферополь: Изд-во “ЧП Предприятие Феникс”, 2010. – 150 с.
- Политическая наука: Методы исследований: учебник / - Киев: Академія, 2013. – 344 с. (в соавторстве).
- Філософія історії: підручник – К.: Академвидав, 2010. – 216 .(В соавторстве).

Основные публикации
- Suleimenov I.E., Gabrielyan O.A., Massalimova A.R., Vitulyova Y.S. World spirit from the standpoint of modern information theory //European Journal of Science and Theology, February 2024, Vol.20, No.1, 19-31.
- Габриелян О.А. ДОРОГА К МУДРЕЦУ (К 85-ЛЕТИЮ ПРОФЕССОРА Ф.В. ЛАЗАРЕВА) //В сборнике: Практическая философия: состояние и перспективы. Сборник материалов VI научной конференции (c международным участием). –  Симферополь, 2023. С. 7-9.
- Габриелян О.А., Сулейменов И.Э. СИНТЕЗ ФИЛОСОФСКИХ КОНЦЕПТОВ ВОСТОКА И ЗАПАДА КАК ВОЗМОЖНОСТЬ ДИАЛОГА //В сборнике: Осознание Культуры - залог обновления общества. Перспективы развития современного общества. материалы XXIV Всероссийской научно-практической конференции. – Севастополь, 2023. С. 51-54.
- Габриелян О.А., Сулейменов И.Э. НООСФЕРНАЯ РЕАЛЬНОСТЬ КАК ПРЕДМЕТНАЯ ОБЛАСТЬ ИССЛЕДОВАНИЯ ТЕОРИИ СЛОЖНЫХ СИСТЕМ //В сборнике: КОСМОС И БИОСФЕРА. тезисы докладов XV международной крымской конференции, посвященной 160-летию со дня рождения В.И. Вернадского. – Симферополь, 2023. С. 111-112.
- Габриелян О.А., Гарбузов Д.В. Молодежь в пространствах новой социальности: обустройство жизненного мира //В сборнике: Духовно-нравственное развитие современной молодежи как фактор самосовершенствования на основе самопознания. Материалы Всероссийской научно-практической конференции. – Симферополь, 2023. С. 179-186.
- Габриелян О.А., Сулейменов И.Э. Использование надличностных информационных структур в учебном процессе //В сборнике: Методы и технологии обучения в вузе в условиях цифровой трансформации образования. Сборник статей по материалам Всероссийской (с международным участием) научно-методической конференции. – Пермь, 2023. С. 15-20.
- Габриелян О.А., Гарбузов Д.В. Философия как теория и практика: история, состояние и перспективы // ВЕСТНИК ПЕРМСКОГО УНИВЕРСИТЕТА. ФИЛОСОФИЯ. ПСИХОЛОГИЯ. СОЦИОЛОГИЯ. Выпуск 4, 2023, с. 469-481.
- Сулейменов И.Э., Габриелян О.А., Приведение операций шестизначной логики к алгебраической форме //Мат. Межд. Конф. «Физико-техническая информатика». – Нижний Новгород – Москва – Пущино, 19-16 мая 2023, С. 22-30.
- Suleimenov I.E., Gabrielyan O.A., Bakirov A.S. Neural Network Approach to the Interpretation of Ancient Chinese Geomancy Feng Shui Practices //European Journal of Science and Theology, April 2023, Vol.19, No.2, 39-51.
- Габриелян О.А., Сулейменов И.Э., Габриелян А.М. Современные социальные тренды процессов обучения как трансформации интеллекта: нейросетевой подход //Социально-политические науки. Т. 1, 2023, стр. 63-74.

### Художественные произведения
- Дорога к себе. Сборник стихотворений 1976—2006 гг. Лирика. — Симферополь: Энергия Дельта, 2006. — 191 с.
- Стихи // Родина в сердце «Альманах». Симферополь: ЧП «Предприятие Феникс», 2008. −214 с.
- Стихи // Антология авангарда, психоанализа, психотерапии, психологии. № 11, Книга 2. — Симферополь: Изд-во «Крымучпедгиз», 2012, с. 386—388.
- В пути: сборник стихов, эссе, рассказов, рецензий. — Симферополь: ГАУ РК «Медиацентр им. И. Гасприского», 2021. – 224 с.